# Departament de Madriz
El Departament de Madriz és un departament de Nicaragua. La seva capçalera departamental és Somoto. Es troba al nord del país, a la frontera amb Hondures. Limita al nord amb el departament de Nueva Segovia; al sud amb el departament d'Estelí i el departament de Chinandega; a l'est amb el departament de Jinotega i l'oest amb Hondures.

## Història
La regió formava antigament parteix de l'extens Departament de Nueva Segovia, del que es va segregar en 1936 adoptant el nom de l'il·lustre president José Madriz i prenent Somoto com a capital del departament. En les dècades passades el seu desenvolupament es va veure afavorit pel pas de la Carretera Panamericana cap a Hondures.

## Geografia
El relleu del Departament de Madriz és bastant variat. Cap al sud-oest s'estén la regió muntanyenca de *Tepesomoto, allargada fila de cims elevats que té com a punts culminants el volcà Somoto (1,730 m), Patasta (1,736 m, el més elevat del departament), Arenal (1,625) i El Horno (1,535); en ells la humitat i l'altura afavoreixen el cultiu del cafè. Entre aquesta fila i la frontera hondurenya es presenten extenses taules de cims plans com Moropoto, Miguisle, Asanda, Bilocaguasca i Alaupe. En el fons d'elles circula el riu Tapacalí que s'ajunta al Comalí, procedent d'Hondures, per formar el riu Coco molt prop de la Duana d'El Espino.

## Municipis
1. Las Sabanas
2. Palacagüina
3. San José de Cusmapa
4. San Juan de Río Coco
5. San Lucas
6. Somoto
7. Telpaneca
8. Totogalpa
9. Yalagüina